# Xinshi, Guangdong
Xinshi (kinesiska: 新市) är ett stadsdelsdistrikt (jiedao) i sydöstra Kina. Det ligger i stadsdistriktet Baiyun i provinshuvudstaden Guangzhou i provinsen Guangdong. Antalet invånare är 152 292. Befolkningen består av 69 508 kvinnor och 82 784 män. Barn under 15 år utgör 9,0 %, vuxna 15-64 år 87 %, och äldre över 65 år 2,0 %.